# مجتمع کوره‌های آجرپزی لوشکان
مجتمع کوره‌های آجرپزی لوشکان یک منطقهٔ مسکونی در ایران است که در دهستان اک واقع شده‌است. مجتمع کوره‌های آجرپزی لوشکان ۳۳ نفر جمعیت دارد.